# Antti Pussinen
Antti Pussinen (* 1984) ist ein finnischer multidisziplinärer Bildender Künstler und Klangkünstler.

## Leben und Wirken
Pussinen absolvierte ein Studium an der polytechnischen Universität Tampere, das er 2007 mit dem Bachelor of Fine Arts abschloss. Seitdem ist er sowohl in der finnischen als auch in der deutschen Kunstszene tätig, etwa 2010 in einer Live-Performance auf dem Festival Magistrale Berlin und 2024 in der Jahresausstellung des Finnland-Instituts. 2004 war er Mitgründer des SWAEG-Kollektivs. Ab 2011 erhielt er eine Reihe von Stipendien des Kunstrats von Tampere, der Alfred-Kordelin-Stiftung und der finnischen Kulturstiftung, 2013 eine Projektförderung der Kulturstiftung der Länder, Berlin. Seine Kunstwerke wurden bereits im Museum für zeitgenössische Kunst Kiasma, in den Kunstmuseen von Tampere, Jyväskylä, Kuopio, Hyvinkää und Kouvola in Finnland, Suomesta Galleria Berlin, Freies Museum Berlin, DOX Zentrum für zeitgenössische Kunst in Prag und im Center for Architecture, New York City.
Pussinens wissenschaftlich geprägtes Interesse an physikalischen Phänomenen führte ihn zur Entwicklung seiner photogrammetrischen Technik. Die theoretische und praktische Auseinandersetzung mit Wellen in ihren verschiedenen Erscheinungsformen wurde zum Schwerpunkt seiner Arbeit. In seinen Kunstwerken verwendet er analoge und digitale Elektronik, um Eindrücke von Phänomenen aus der Natur und aus dem Universum zu erschaffen.

## Einzelausstellungen (Auswahl)
- 2024: New Waves, Galerie r8m, Köln
- 2024: In-Visible, Galerie Luisa Catucci, Berlin
- 2022: Galerie Luisa Catucci, Berlin
- 2021: Walden Kunstaustellungen, Berlin
- 2020: Oksasenkatu 11 Gallery, Helsinki
- 2020: Galleria Sculptor, Helsinki
- 2020: Galerie Luisa Catucci, Berlin
- 2019: Lissajous Black & White, Turun Taidehalli, Kunsthalle Turku
- 2010: Gallery Rajatila, Tampere
- 2010: Medicine City, Galerie Suomesta
- 2009: Himmeli, Pispala Center For Contemporary Arts, Tampere
- 2008: Medicine City, Mansedanse festival, Tampere, Finland
- 2007: Gallery Rajatila, Tampere
- 2006: Samaan aikaan toisaalla/Meanwhile somewhere else, Gallery Maa-tila